# Strange Academy
Strange Academy è una serie a fumetti pubblicata da Marvel Comics, scritta da Skottie Young e disegnata da Humberto Ramos. Il primo numero è uscito negli Stati Uniti a marzo del 2020  e in lingua italiana nel maggio 2021 in un volume che raccoglie i primi sei numeri.

## Storia editoriale
Il progetto editoriale di Strange Academy è iniziata dopo che lo scrittore e illustratore Marvel Skottie Young ha lanciato l'idea al collega Humberto Ramos, rimastone incuriosito. Young voleva raccontare una classica storia di adolescenti che crescono vista però da una prospettiva diversa. Avendo appena visitato New Orleans, Young ha trovato la città l'ambientazione ideale per il folklore e la magia della serie

## Trama
Il mondo della magia è cambiato: di recente le arti mistiche sono sotto costante attacco e le energie magiche della Terra hanno seriamente rischiato di esaurirsi. Il Dottor Strange si è convinto a fare ciò che per decenni era riuscito a evitare: fondare un'accademia delle arti mistiche. Così, un gruppo di giovani studenti può affinare le proprie abilità magiche sotto la guida di insegnanti come lo stesso Strange, Dr. Voodoo, l'Antico e Agatha Harkness, nonché seguire lezioni speciali tenute da Magik, Wong, Daimon Hellstrom e Scarlet tra gli altri.
Gli studenti del primo anno sono Emily Bright (figlia di umani nata col dono della magia), Doyle Dormammu (figlio di Dormammu), Shaylee Moonpeddle (una fata venuta direttamente da Altromondo), Iric e Alvi (provenienti da Asgard e figli dell'Incantatrice), Guslaug (un gigante di ghiaccio di Jotunheim), Toth (venuto dalle paludi di Weirdworld), Zoe Laveau (una ragazza zombi), Calvin Morse (un orfano con un giubbotto di pelle magico), Desperation (detta Dessy, un demone del limbo) e Germán (un ragazzo che può proiettare oggetti e animali in stato solido).
Tra gli altri personaggi ricorrenti ci sono Zelma Stanton, una bibliotecaria divenuta da poco una fedele aiutante del Dottor Strange che fa la coordinatrice scolastica e i Senza-mente, dei tuttofare all'interno della scuola.

## Pubblicazioni
In lingua italiana l'editore è Panini Comics. Il primo ciclo di storie è raggruppato in 4 volumi:
- Prima lezione uscito il 6 maggio 2021, contenente i primi sei albi di Strange Academy
- Gita scolastica uscito il 28 ottobre 2021, contenente i numeri dal 7 al 12
- Desideri o magie uscito il 7 luglio 2022, contenente i numeri dal 13 al 18
- Esami finali uscito il 10 agosto 2023, contenente i 6 numeri di Strange Academy: Finals